# Écozone australasienne

Carte de l'écozone australasienne.

 (novembre 2022).
Si vous disposez d'ouvrages ou d'articles de référence ou si vous connaissez des sites web de qualité traitant du thème abordé ici, merci de compléter l'article en donnant les références utiles à sa vérifiabilité et en les liant à la section « Notes et références ».
L'écozone australasienne ou australasien est l'une des huit écozones ou régions biogéographiques terrestres.
Elle comprend la part de l'Indonésie situé à l'est de Bali et de Bornéo, le Timor, l'Australie, la Nouvelle-Zélande ainsi que la majeure partie de la Mélanésie, dont la Nouvelle-Guinée, Vanuatu, les îles Salomon et la Nouvelle-Calédonie. 
La division avec l'écozone Indomalaise est la « ligne Wallace », nommée depuis le naturaliste Alfred Russel Wallace qui identifia des différences entre les îles situées d'un côté ou de l'autre de la ligne.
D'un point de vue biologique, l'Australasien est une région distincte avec une histoire évolutive commune et un grand nombre d'espèces animales et végétales uniques, certaines communes à toute l'écozone, d'autres spécifiques à des zones plus locales, mais partageant des ancêtres communs.

## Écorégions terrestres de l'écozone australasienne
| Écorégions de type: forêts tropicales et subtropicales humides à feuilles caduques |
| --- |
| Forêts humides décidues des îles de la mer de Banda (Indonésie) Forêts marécageuses d'eau douce de Nouvelle-Guinée méridionale (Indonésie, Papouasie-Nouvelle-Guinée) Forêts marécageuses d'eau douce et forêts pluviales des basses terres de Nouvelle-Guinée septentrionale (Indonésie, Papouasie-Nouvelle-Guinée) Forêts pluviales d'altitude de la Chaîne Centrale (Indonésie, Papouasie-Nouvelle-Guinée) Forêts pluviales d'altitude de Nouvelle-Bretagne et Nouvelle-Irlande (Papouasie-Nouvelle-Guinée) Forêts pluviales d'altitude de la Péninsule Huon (Papouasie-Nouvelle-Guinée) Forêts pluviales d'altitude de Sulawesi (Indonésie) Forêts pluviales d'altitude de Nouvelle-Guinée septentrionale (Indonésie, Papouasie-Nouvelle-Guinée) Forêts pluviales d'altitude du Vogelkop (Indonésie) Forêts pluviales de Biak et Numfor (Indonésie) Forêts pluviales de Buru (Indonésie) Forêts pluviales de Halmahera (Indonésie) Forêts pluviales de Yapen (Indonésie) Forêts pluviales de l'archipel des Louisiades (Papouasie-Nouvelle-Guinée) Forêts pluviales de Nouvelle-Calédonie (Nouvelle-Calédonie) Forêts pluviales de Seram (Indonésie) Forêts pluviales du Vanuatu (Îles Salomon, Vanuatu) Forêts pluviales des îles Salomon (Papouasie-Nouvelle-Guinée, îles Salomon) Forêts pluviales des îles Trobriand (Papouasie-Nouvelle-Guinée) Forêts pluviales du Sud-Est de la Papouasie (Papouasie-Nouvelle-Guinée) Forêts pluviales des basses terres de Nouvelle-Bretagne et Nouvelle-Irlande (Papouasie-Nouvelle-Guinée) Forêts pluviales des basses terres de Sulawesi (Indonésie) Forêts pluviales des basses terres des îles de l'Amirauté (Papouasie-Nouvelle-Guinée) Forêts pluviales des basses terres de Nouvelle-Guinée méridionale (Indonésie, Papouasie-Nouvelle-Guinée) Forêts pluviales des basses terres du Vogelkop et des îles Aru (Indonésie) Forêts pluviales tropicales du Queensland (Australie) Forêts subtropicales de l'île Lord Howe (Australie) Forêts subtropicales de l'île Norfolk (Australie) |
| Écorégions de type: forêts tropicales et subtropicales sèches à feuilles caduques |
| Forêts décidues des Petites îles de la Sonde (Indonésie) Forêts décidues de Sumba (Indonésie) Forêts décidues de Timor et Wetar (Indonésie) Forêts sèches de Nouvelle-Calédonie (Nouvelle-Calédonie) |
| Écorégion du type: forêts tempérées mixtes et à feuilles caduques |
| Forêts des massifs centraux de Tasmanie (Australie) Forêts pluviales tempérées de Tasmanie (Australie) Forêts tempérées de kauris de l'île du Nord (Nouvelle-Zélande) Forêts tempérées de la côte de Nelson (Nouvelle-Zélande) Forêts tempérées d'Australie orientale (Australie) Forêts tempérées de l'île Chatham (Nouvelle-Zélande) Forêts tempérées de l'île de Rakiura (Nouvelle-Zélande) Forêts tempérées de Richmond (Nouvelle-Zélande) Forêts tempérées du Fiordland (Nouvelle-Zélande) Forêts tempérées de l'île du Nord (Nouvelle-Zélande) Forêts tempérées du Sud-Est australien (Australie) Forêts tempérées de l'île du Sud (Nouvelle-Zélande) Forêts tempérées de Nouvelle-Zélande occidentale (Nouvelle-Zélande) Forêts tempérées de Tasmanie (Australie) |
| Écorégions de type: prairies, savanes et brousses tropicales et subtropicales |
| Mitchell grass downs (Australie) Savane et prairies du Trans-Fly (Indonésie, Papouasie-Nouvelle-Guinée) Savane de hautes terres d'Einasleigh (Australie) Savane tropicale de Brigalow (Australie) Savane tropicale de Carpentarie (Australie) Savane tropicale de la péninsule du cap York (Australie) Savane tropicale de la Terre d'Arnhem (Australie) Savane tropicale de Victoria Plains (Australie) Savane tropicale du Kimberley (Australie) |
| Écorégions de type: Prairies et broussailles de montagnes |
| Prairies d'altitude des Alpes australiennes (Australie) Prairies d'altitude de l'île du Sud (Nouvelle-Zélande) Prairies subalpines de la cordillère centrale (Indonésie, Papouasie-Nouvelle-Guinée) |
| Écorégions de type: prairies et brousses de montagnes et de hauts plateaux |
| Fruticées de mulgas d'Australie orientale (Australie) Prairies à tussacks de Canterbury et Otago (Nouvelle-Zélande) Savane tempérée du Sud-Est australien (Australie) |
| Écorégions de type: toundra |
| Toundra des îles subantarctiques et des Antipodes (Australie, Nouvelle-Zélande) |
| Écorégions de type: forêts, bois et broussailles méditerranéennes |
| Bois du Sud-Ouest australien Mallee d'Esperance (Australie Occidentale) Bois de Coolgardie (Australie Occidentale) Bois de Naracoorte (Australie) Bois du Mont Lofty (Australie) Mallee d'Eyre et York (Australie) Bois et mallee du Murray et du Darling (Australie) Forêts et fruticées de jarrahs et de karris (Australie) Maquis et bois de la plaine côtière de Swan (Australie) Savane du Sud-Ouest australien (Australie |
| Écorégions de type: déserts et broussailles xérophytes |
| Fruticées de Pilbara (Australie) Fruticées xérophiles de Carnarvon (Australie) Fruticées xérophiles de la Plaine de Nullarbor (Australie) Broussailles xérophiles de la Chaîne centrale (Australie) Désert de Gibson (Australie) Désert de Simpson (Australie) Désert de Tirari (Australie) Sturt Stony Desert (Australie) Grand désert de sable et désert de Tanami (Australie) Grand désert de Victoria (Australie) Fruticées de mulgas d'Australie-Occidentale (Australie) Déserts de pierres de Tirari et de Sturt |
| Écorégions de type: mangrove |
| Mangroves de Nouvelle-Guinée (Indonésie) |